# 張緒 (嘉靖進士)
張緒（1505年—？），字卿理，江西臨江府峽江縣人，民籍，明朝政治人物。

## 生平
江西鄉試第十九名舉人。嘉靖十四年（1535年）中式乙未科會試第一百六十九名，登第三甲第一百零四名進士。改庶吉士，送翰林院读书。丁忧归，服阕，十七年七月授翰林院检讨，二十四年三月出为湖广布政司右参议、提督太和山，升贵州按察司副使。

## 家族
曾祖張斆，曾任按察司兵備副使；祖父張桂；父張奮庸，母阮氏。慈侍下。兄紀、繡、統。